# Vuelta Ciclista del Uruguay 1965
La 22.ª edición de la Vuelta Ciclista del Uruguay se disputó entre el 9 y el 18 de abril de 1965.
La victoria se la llevó el olimpista Juan José Timón, seguido de Walter Moyano y Cláudio Rosa del Caloi. Por equipos volvió a la victoria el Olimpia que con ese triunfo se hizo acreedor a la Copa Iriarte, trofeo otorgado al club que ganara 3 veces seguidas o 4 alternadas la clasificación por equipos.

## Etapas
| Etapa | Fecha       | Recorrido               | km       | Ganador (equipo)                          |
| 1.ª   | 9 de abril  | Montevideo-Rocha        | 201      | Vid Cencic (Punta del Este)               |
| 2.ª   | 10 de abril | Rocha-Treinta y Tres    | 179,4    | René Mesón (Nacional)                     |
| 3.ª   | 11 de abril | Treinta y Tres-Melo     | 114,6    | Andrés Cortés (Peñarol de Solymar)        |
| 4.ª   | 12 de abril | Melo-Treinta y Tres     | 114,6    | Rodolfo Villanueva (General Hornos)       |
| 5.ª   | 13 de abril | Treinta y Tres-Minas    | 160      | Ramón Cano (Armonía de Rocha)             |
| 6.ª   | 14 de abril | Minas-Florida           | 181,3    | Rúben Etchebarne (Atenas de Mercedes)     |
| 7.ª   | 15 de abril | Florida-Mendoza-Florida | 50 (CRI) | Vid Cencic (Punta del Este)               |
| 8.ª   | 16 de abril | Florida-Trinidad        | 130,3    | Franklin Placeres (Policial)              |
| 9.ª   | 17 de abril | Trinidad-San José       | 195,7    | Oscar Almada (Olimpia)                    |
| 10.ª  | 18 de abril | San José-Montevideo     | 164,5    | Juan Cavallieri (San Martín de Argentina) |

### Clasificación individual
| Pos. | Ciclista         | Equipo                 | Tiempo           |
| ---- | ---------------- | ---------------------- | ---------------- |
| 1.º  | Juan José Timón  | Olimpia                | 43 h 28 min 26 s |
| 2.º  | Walter Moyano    | Punta del Este         | a 30 s           |
| 3.º  | Cláudio Rosa     | Caloi                  | a 1 min 44 s     |
| 4.º  | Rúben Etchebarne | Atenas de Mercedes     | a 3 min 04 s     |
| 5.º  | Vid Cencic       | Punta del Este         | a 3 min 33 s     |
| 6.º  | Francisco Pérez  | San Antonio de Florida | a 4 min 58 s     |
| 7.º  | René Mesón       | Nacional               | a 5 min 06 s     |
| 8.º  | Oscar Almada     | Olimpia                | a 5 min 13 s     |
| 9.º  | Ramón Cano       | Armonía de Rocha       | a 9 min 54 s     |
| 10.º | César Albira     | Fernandino             | a 15 min 56 s    |